# Japan Evangelical Lutheran Church

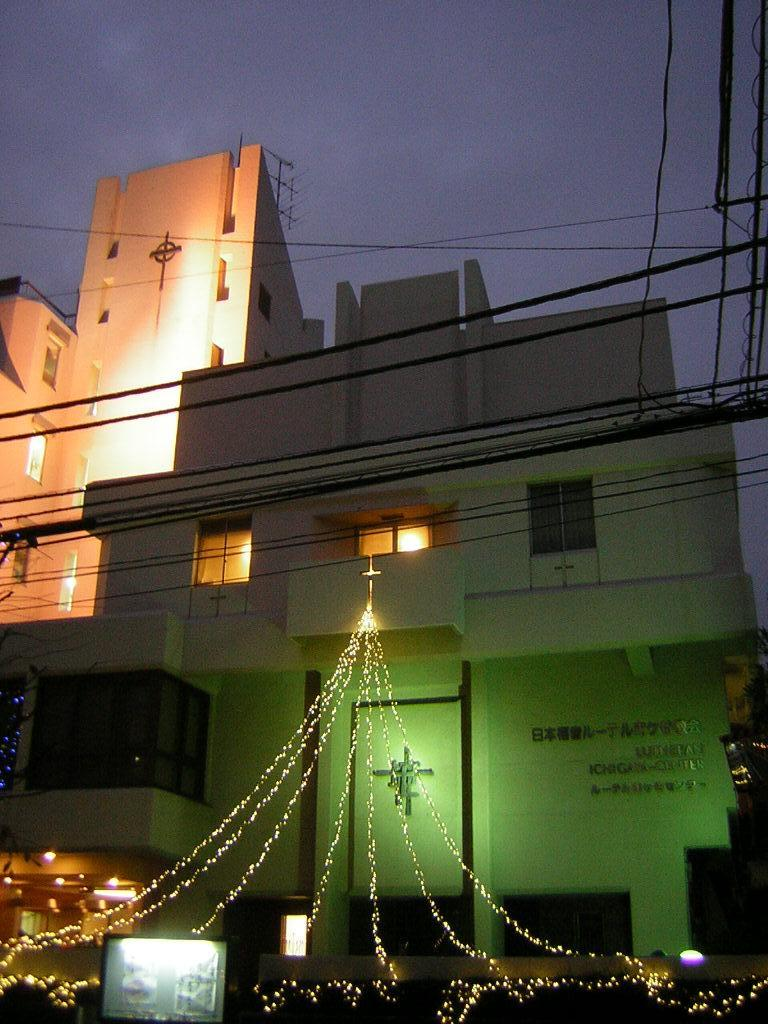
Im Lutheran Ichigaya Center befindet sich das Hauptbüro der JELC. Es steht im Bezirk Shinjuku der japanischen Hauptstadt Tokio.

Die Japan Evangelical Lutheran Church, abgekürzt JELC, (jap. 日本福音ルーテル教会 Nihon Fukuin Rūteru Kyōkai; dt. Evangelisch-Lutherische Kirche Japans) ist die größte lutherische Kirche in Japan. Sie hat Stand 2017 rund 22.000 Mitglieder in 118 Kirchen/120 Gemeinden mit 95 Pastoren. Die JELC ist Mitglied im Lutherischen Weltbund.

## Geschichte

### Meiji-Ära (1868–1912)
Die Ursprünge der Kirche liegen in der 1892 beginnenden Mission auf der Insel Kyūshū der United Synod of the South, die ab 1918 über mehrere Schritte und Vereinigungen mit anderen Gemeinschaften in der heute als Evangelical Lutheran Church in America bekannten Kirche aufgegangen ist.
Zu diesen Missionaren gehörten prominent R. B. Peery und James A. B. Scherer. In den ersten zwei Jahren konnten 16 Gläubige getauft werden. Mit der Hilfe von amerikanischen, finnischen und dänischen Kirchen und Missionsgesellschaften wurde schließlich 1898 die aus 60 Mitgliedern bestehende Evangelisch-Lutherische Kirche Japans in Kumamoto gegründet. Der Ort wurde daraufhin ein Zentrum des Luthertums und wirkte auch in die umliegenden Städte hinaus. Im Jahr 1909 erfolgte die Gründung des Lutheran Theological Seminary in Kumamoto, welches die zukünftigen Pastoren der Kirche ausbilden sollte. 1911 wurde die Kyushu Gakuin gegründet.

### Taishō-Ära (1912–1926)
Im Jahr 1914 erfolgte die Integration des Lutheran Theological Seminary in die Kyushu Gakuin (gegenwärtig die Kyushu Gakuin Junior & Senior High School). Die erste Abschlussklasse absolvierte das Seminar 1915 nach einer fünfjährigen Ausbildungszeit.
In den 1920er Jahren breitete sich die JELC in weitere große Städte Japans aus. Dabei wurden mindestens 15 Gemeinden eingerichtet, unter anderem in Tokio, Kōbe und Osaka.
Die Gründungen in Kumamoto von Ji Ai En (dt. Garten der gnädigen Liebe), einer diakonischen Einrichtung, und der weiterführenden Mädchenschule Kyushu Jogakuin 1926 waren das Resultat der Bestrebungen von insbesondere vier Missionarinnen: Marta Akard, Mary Lou Bowers sowie Maude and Annie Powlas. Aus der Kyushu Jogakuin ging 1997 final das Kyushu Lutheran College hervor, nachdem sie bereits 1975 in ein Junior College für Frauen übergegangen war.

### Shōwa-Ära (1926–1989)
Seit den 1930er Jahren vor dem Zweiten Weltkrieg entstand ein gesellschaftlicher Druck auch auf die Kirche, sodass es zu Kirchenschließungen und vereinzelten Inhaftierungen, darunter ein Pastor und mehrere Laien, kam. 1940 wurde die Finnische Mission, die 1900 begonnen hatte, in die JELC integriert.
Wie auch die übrigen protestantischen Kirchen, wurde die JELC 1941 in die Zwangsunion der Vereinigten Kirche Christi in Japan eingegliedert. Nach dem Krieg gründeten rund 30 Pastoren aus dem Kyushugebiet 1946 die JELC neu. Sie war in Folge dennoch nicht vollständig selbständig, auf ausländische finanzielle Hilfe angewiesen und erhielt auch personelle Unterstützung durch Partnerkirchen. In der folgenden Zeit setzten Missionsaktivitäten diverser ausländischer lutherischer Kirchen in Japan ein, aus denen sich Gemeinden und ebenfalls eigene Kirchen bildeten. Insgesamt kam es zu einem Boom christlicher Kirchen im Land, obgleich dieser mit dem Wiederaufbau der Wirtschaft und einem wachsenden Lebensstandard wieder abebbte.
Im Jahr 1952 trat die JELC dem Lutherischen Weltbund bei.
Eine Vereinigung mit einer anderen lutherischen Kirche kam im Mai 1963 zustande. Die Tokai Evangelical Lutheran Church (aus Missionsaktivitäten der Evangelical Lutheran Church entstanden; die Mutterkirche ging 1960 in der American Lutheran Church auf, heute ELCA) fusionierte mit der JELC. Daneben wurde eine Zusammenarbeit mit der Japan Lutheran Church (Missionsergebnis der Lutheran Church – Missouri Synod) vereinbart.
Seit 1968 besteht ein Partnerschaftsvertrag mit der Evangelisch-lutherischen Landeskirche in Braunschweig. In diesem wurde neben der Zusammenarbeit auch die Übernahme durch Braunschweig von zwei Missionarinnen, Hanna Henschel und Elsbeth Strom, vereinbart, die in Japan diakonisch engagiert waren.
Ab dem Zeitraum von 1964 wurde an der Eröffnung des Japan Lutheran Theological College/Seminary in Mitaka gearbeitet, zu der es schließlich 1969 kam. Es ist der Vorläufer des heutigen Japan Lutheran College.
Mit der Einsetzung eines Unterstützungsfonds und der Selbstverpflichtung zur (finanziellen) Eigenständigkeit wurde die JELC 1975 eine selbständige unabhängige Kirche. Die personelle Zusammenarbeit, zum Beispiel mit Missionaren von Partnerkirchen, wird jedoch fortgesetzt.

### Heisei-Ära (1989–2019)
Während der Ratstagung des Lutherischen Weltbunds in Wittenberg im Juni 2016 wurde von Pfarrer Naoki Asano für die JELC ein Mehlbeerenbaum (Sorbus aria ‘Magnifica’) im Luthergarten Wittenberg gepflanzt, in Vertretung des Präsidenten Pfarrer Tadahiro Tateyama. Der Baum trägt die Nummer 87.

## Struktur
Die JELC ist strukturell in fünf Kirchenbezirke (jap. 教区) gegliedert: Hokkaido, Higashi (dt. Osten), Tokai, Nishi (dt. Westen) und Kyushu.
| Name                | Gemeinden in Präfekturen                                                      |
| ------------------- | ----------------------------------------------------------------------------- |
| Hokkaido            | Hokkaidō                                                                      |
| Higashi (dt. Osten) | Miyagi, Chiba, Tokio, Kanagawa, Yamanashi und Nagano                          |
| Tokai               | Shizuoka, Aichi und Gifu                                                      |
| Nishi (dt. Westen)  | Kyoto, Osaka, Hyōgo, Okayama, Hiroshima, Shimane, Kagawa, Ehime und Yamaguchi |
| Kushu               | Fukuoka, Kumamoto, Saga, Nagasaki, Ōita, Miyazaki und Kagoshima               |

Derzeitiger Präsident der Generalversammlung ist Pfarrer Hideto Nagayoshi.

## Einrichtungen (Auswahl)

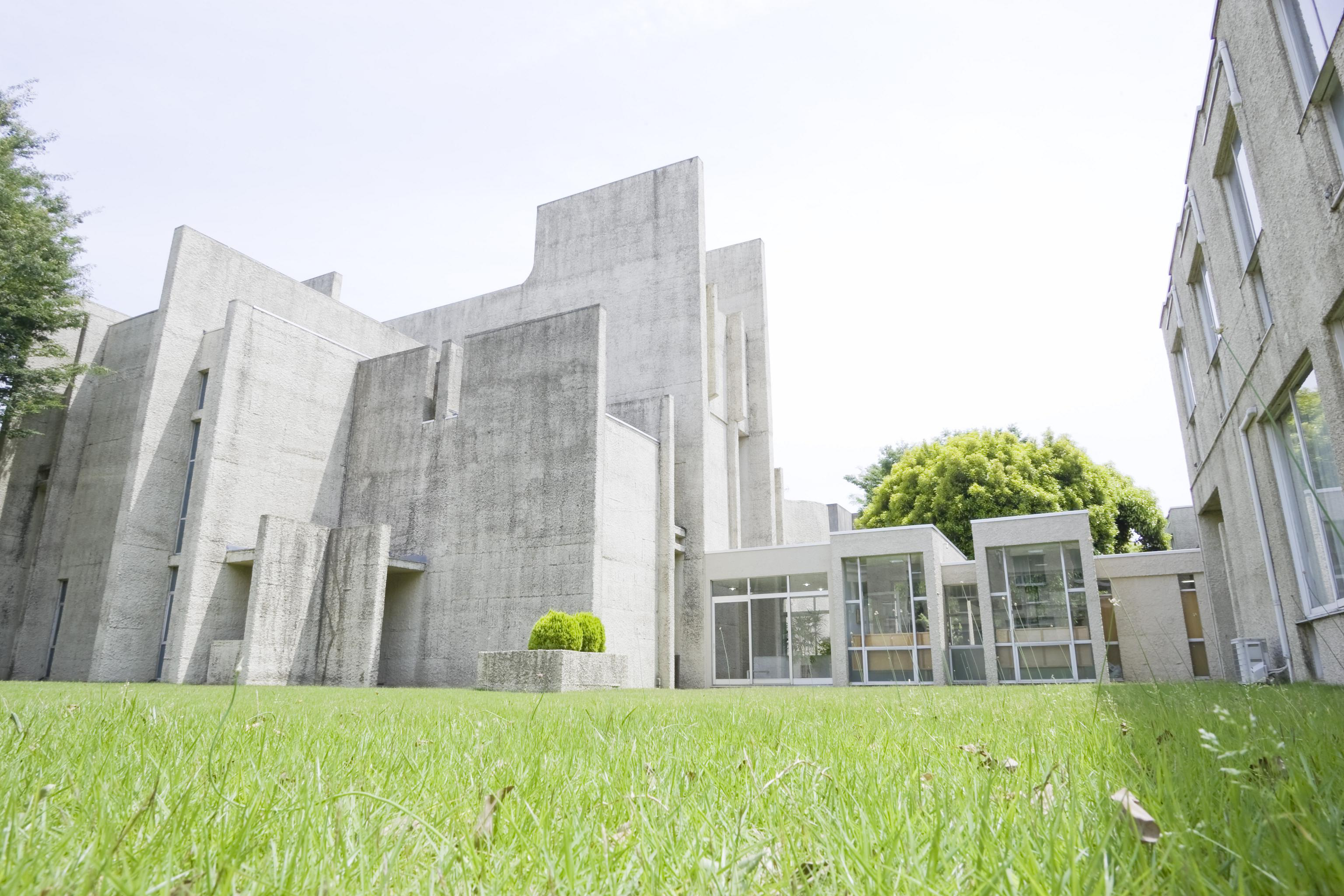
Japan Lutheran College

- Kibo no Ie (dt. Haus der Freude und Hoffnung), Kamagasaki in Osaka, Diakoniezentrum, gegründet von Elsbeth Strohm[18][1]
- Kyushu Gakuin Junior & Senior High School, Kumamoto
- Luther Junior & Senior High School, Kumamoto
- Kyushu Lutheran College, Kumamoto
- Japan Lutheran College, Mitaka

## Bekenntnisse und Bekenntnisschriften
Die Evangelisch-Lutherische Kirche Japans beschreibt ihren Glauben aus folgenden Bekenntnissen und Bekenntnisschriften:
- Apostolisches Glaubensbekenntnis
- Nicäno-Konstantinopolitanum
- Athanasianische Glaubensbekenntnis
- Confessio Augustana (Invariata)
- Kleiner Katechismus
- Apologie der Confessio Augustana
- Großer Katechismus
- Schmalkaldische Artikel
- Konkordienformel